# كيغام جغليان
كيغام أفيديس غارابيت جغليان ((بالأرمنية: Գեղամ Ճեղալեան)؛ (1915–1981)) هو مصور أرمني فلسطيني. افتتح أول استوديو للتصوير الفوتوغرافي في غزة عام 1944، حيث اشتهر بصوره الفوتوغرافية التي توثق الحياة اليومية والأحداث السياسية على مدى أربعة عقود.